# Anton Schaller (Journalist)

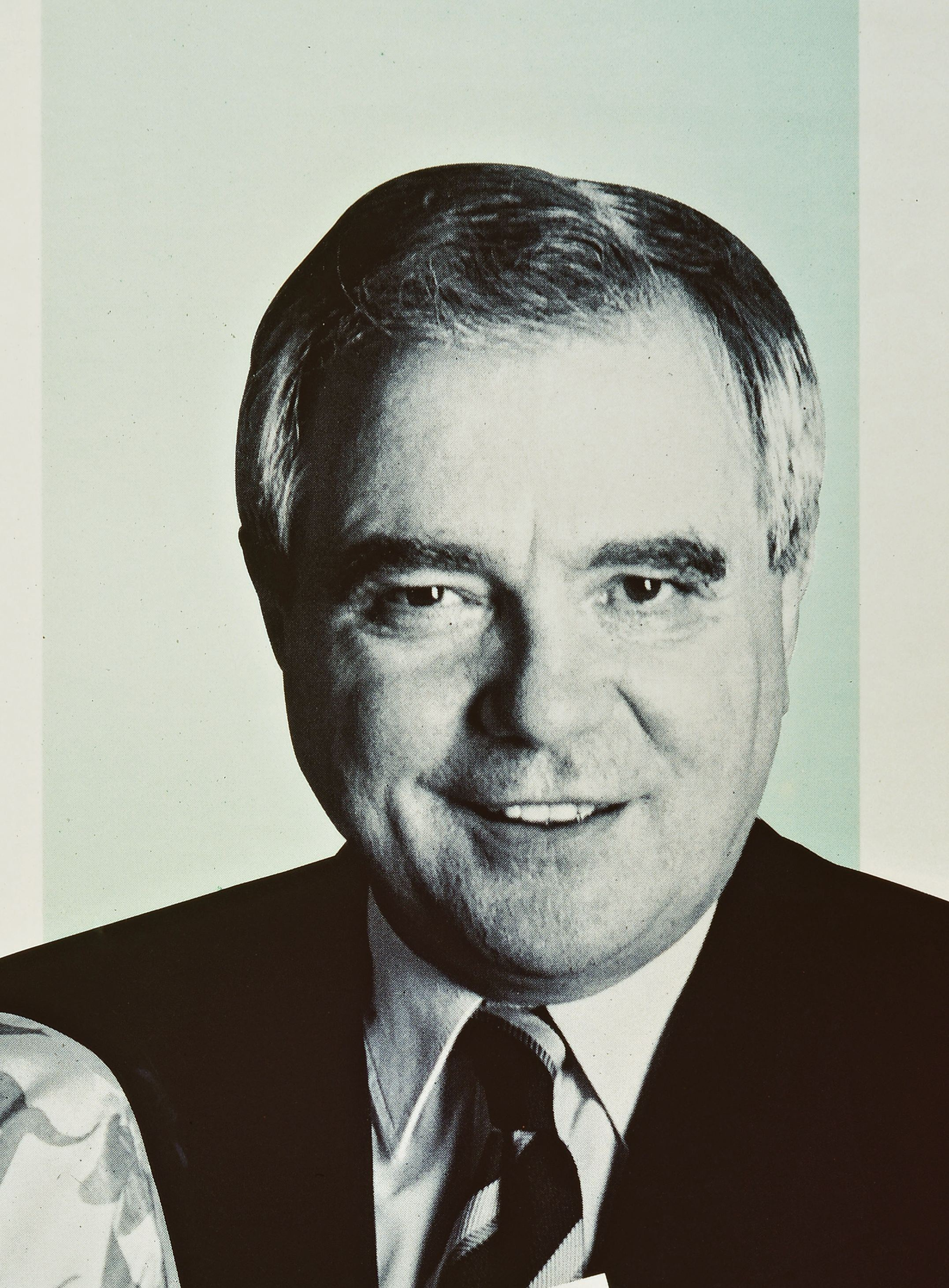
Anton Schaller

Anton Schaller (* 11. Oktober 1944 in Nottwil; heimatberechtigt in Altbüron und Zürich) ist ein Schweizer Journalist, ehemaliger Fernsehmoderator und Politiker (LdU), der heute als Kommunikationsberater tätig ist.

## Biografie
Anton Schaller war Chefredaktor der Tagesschau des Schweizer Fernsehens und leitete die Bundeshausredaktion. Er war Moderator und Leiter des Café Fédéral, der Rundschau und der Freitagsrunde. Schaller moderierte zudem zahlreiche eidgenössische Abstimmungs-, Wahl- und Sondersendungen.
Mitte der 1990er Jahre wechselte Anton Schaller in die Politik und kandidierte als Quereinsteiger für den LdU erfolglos als Regierungsrat des Kantons Zürich. 1995 wurde Anton Schaller in den Zürcher Kantonsrat gewählt. 1999 übernahm er das Präsidium des Landesrings der Unabhängigen (LdU) und folgte am 20. April der zurückgetretenen Verena Grendelmeier in den Nationalrat; in dieser Eigenschaft war er Mitglied der Finanz- und Wirtschaftskommission des eidgenössischen Parlaments. Er wurde bei den Parlamentswahlen 1999 aber aufgrund eines Sitzverlustes seiner Partei nicht wiedergewählt; der Landesring erreichte gesamtschweizerisch nur noch einen einzigen Nationalratssitz und löste sich in der Folge am 4. Dezember 1999 nach 63 Jahren politischer Tätigkeit auf.
Schaller ist heute als Dozent an St. Galler Weiterbildungsinstituten tätig und bereiste im Auftrag der DEZA Rumänien. Er ist Oberst der Schweizer Armee. Daneben ist er Mitglied des Stiftungsrates von Pro Seniorweb und Verwaltungsratspräsident der Seniorweb AG.

## Schriften
- hrsg. mit Philippe Zahno: Christophe Keckeis. Die Zukunft der Schweizer Armee. Orell Füssli, Zürich 2007. ISBN 978-3-280-05260-0.